# Römisch-katholische Kirche in Namibia

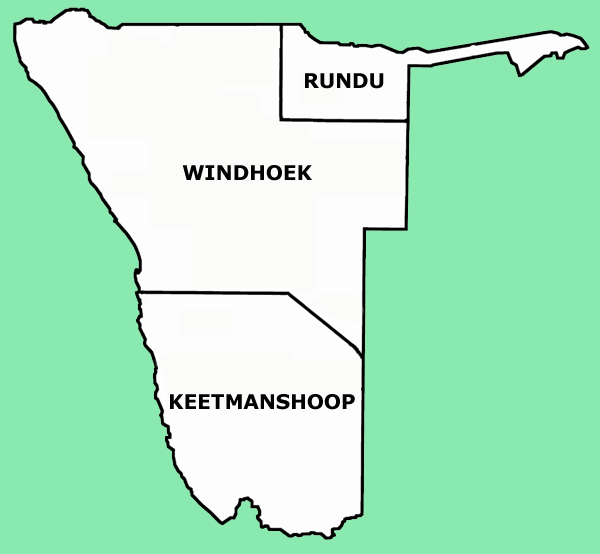
Römisch-katholische Diözesen in Namibia

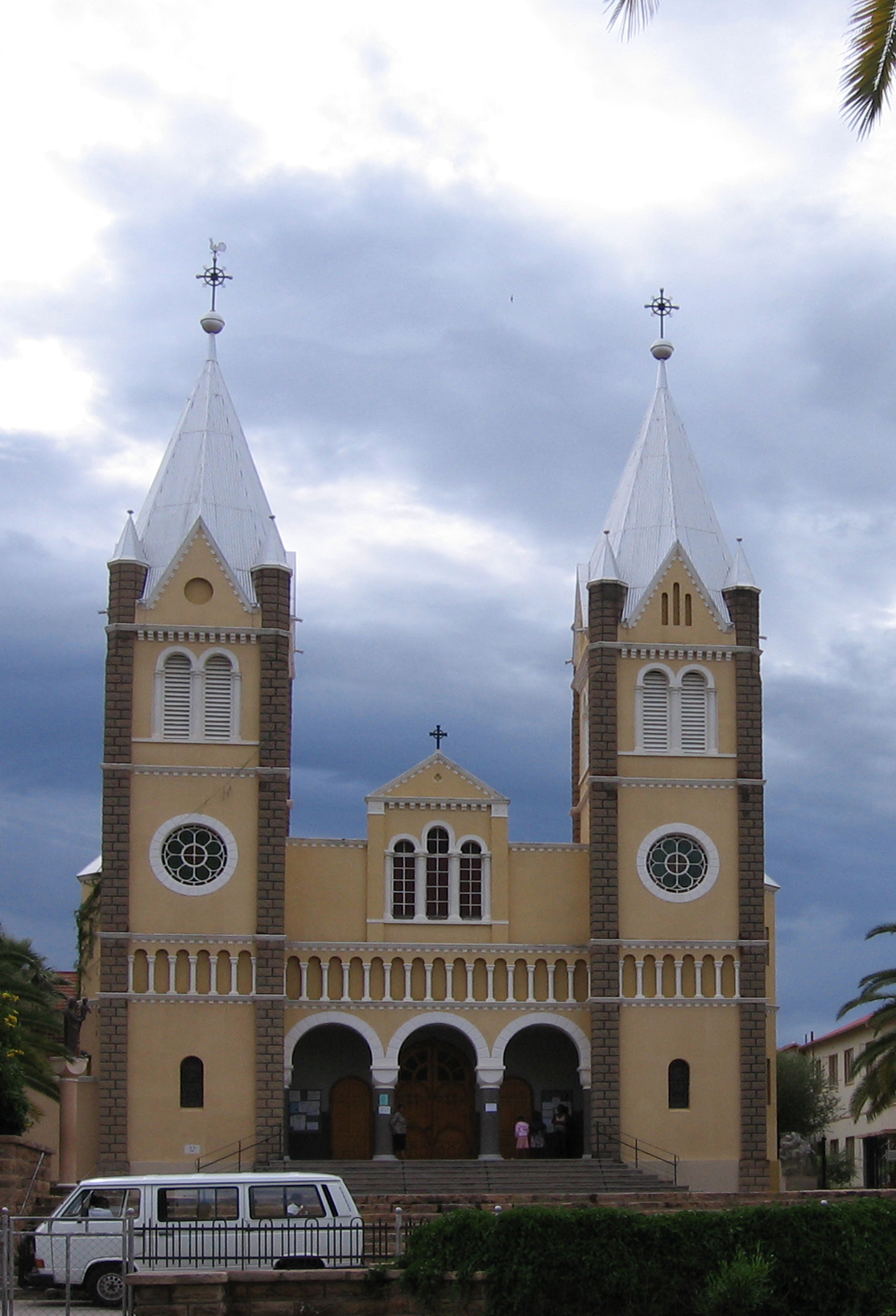
Römisch-katholische St. Marienkathedrale Windhoek: die Hauptkirche des Erzbistums Windhoek

Römisch-katholische Kirche St. Peter und Paul in Lüderitz

Die Römisch-katholische Kirche in Namibia (englisch Roman Catholic Church in Namibia, RCC Namibia), auch Namibian Catholic Bishops Conference (NCBC), ist Teil der weltweiten römisch-katholischen Kirche. Die katholische Kirche in Namibia ging stark aus der Missionsarbeit von Ordensgemeinschaften aus Deutschland hervor, insbesondere dem Orden der Oblaten der Unbefleckten Jungfrau Maria.
Rund 375.000 Mitglieder (Stand September 2016) zählt die römisch-katholische Kirche in Namibia, das sind knapp 17 Prozent der Gesamtbevölkerung. Hauptkirche ist die St.-Marien-Kathedrale in Windhoek.
Als Apostolischer Nuntius vertritt Erzbischof Henryk Mieczysław Jagodziński seit Juli 2024 den Heiligen Stuhl in Namibia.

## Gliederung
- Erzbistum Windhoek: 560.158 Quadratkilometer groß; 294.000 Katholiken (Stand 2017); 72 Gemeinden mit 56 Priestern (Stand 2020/21)[2] und 25 Diakonen
  - Apostolisches Vikariat Rundu: 140.046 Quadratkilometer groß; 100.000 Katholiken (Stand 2017); 10 Gemeinden mit 23 Priestern (Stand 2020/21)[2] und 14 Diakonen
- Bistum Oshakati: Kathedrale in Ongwediva seit Ende 2019 fertiggestellt. 2020[veraltet] sollte das Erzbistum Windhoek in die beiden Diözesen Windhoek und Oshakati geteilt werden.[3]
- Bistum Keetmanshoop: 246.110 Quadratkilometer groß; 42.500 Katholiken (Stand 2017); 111 Gemeinden mit 15 Priestern(Stand 2020/21)[2] und 13 Diakonen

## Engagement
Die Kirche betreibt unter anderem das HIV/AIDS-Programm „Catholic Aids Action“, das größte in Namibia. Zudem stehen (Stand 2022) fünf Krankenhäuser (in Andara, Nyangana Oshikuku, Rehoboth und Windhoek), fünf Gesundheitszentren und sieben Kliniken unter dem Dach der Römisch-katholischen Kirche in Namibia. Die Kirche betreibt landesweit 25 Schulen (teilweise mit Schülerheimen) und 4 Kindergärten.